# Three Springs Shire
Three Springs Shire är en kommun i regionen Mid West i Western Australia. Kommunen, som är belägen cirka 270 kilometer norr om Perth, har en yta på 2 653 km², och en folkmängd på 616 enligt 2011 års folkräkning. Huvudort är Three Springs.